# Palaeospheniscus wimani
Palaeospheniscus wimani är en utdöd fågel i familjen pingviner inom ordningen pingvinfåglar. Den beskrevs 1905 utifrån fossila lämningar från tidig miocen funna i Argentina.